# Jardin de Shahzadeh
Le jardin de Shahzadeh (ou Chahzadeh ; en persan : باغ شاهزاده, Bāgh-e Shāhzādeh), ce qui signifie littéralement le « jardin du Prince », est un jardin persan situé en Iran, à six kilomètres au sud du village de Mahan, au sud-est de Kerman, dans la province du même nom. Il forme une oasis au milieu du désert et illustre le modèle du jardin persan takht, créé dans un climat semi-désertique particulièrement aride, à l’aide de méthodes d’irrigation innovantes. Il est également remarquable par l’utilisation à la fois fonctionnelle et esthétique de l’eau.

## Géographie
Le jardin de Shahzadeh se situe dans une large plaine, d'orientation nord-ouest/sud-est, bordée au sud par le massif de la montagne de Jupar et au nord par le mont Pulvar, et traversée par l'importante route iranienne 84 (en) , qui relie Kerman à Bam et au-delà au Pakistan. Ces massifs montagneux forment un réservoir d'eau naturel et des rivières descendent dans la plaine, dont le Tigran Qanat, qui alimente le jardin de Shahzadeh. Le climat semi-aride de la région offre un paysage désertique, qui contraste tout particulièrement avec le jardin. Le mont Pulvar sépare la vallée du Dasht-e Lut, un des principaux déserts iraniens. Le jardin est relativement isolé des habitations et des principales villes. Il se trouve ainsi à 35 km au sud-est de Kerman et à 6 km au sud de Mahan.

## Histoire
Le jardin a été dessiné et planté en 1850 pour le prince qadjar Mohammad Hassan Khan Qadjar Sardari Iravani et agrandi en 1873 pour Abdolhamid Mirza qui gouverna pendant onze ans la province. Sa mort au début des années 1890 interrompit les travaux, laissant le jardin inachevé. Le pavillon central servait de résidence d'été au prince. 
Dans la première moitié du XXe siècle, le jardin est ensuite divisé et négligé pour des raisons politiques et sociales et subit d'importants dommages. Les premiers travaux de conservation débutent cependant en 1959 et le jardin a été inscrit sur la liste du patrimoine national en 1975. En 1981, un tremblement de terre provoque de nouveaux dégâts et des travaux de conservation sont réalisés en 1991. Une partie du pavillon d'été sert aujourd'hui de restaurant. Les édifices souffrent une nouvelle fois du tremblement de terre de Bam en 2003 et sont restaurés. L'ensemble est inscrit au patrimoine mondial de l'Organisation des Nations unies pour l'éducation, la science et la culture en 2011.

## Description
Le jardin de Shahzadeh forme un vaste rectangle de 5,5 hectares, de 400 mètres de longueur et de 120 mètres de largeur, entouré d'un mur qui le sépare du désert. Il se structure autour d’un axe central qui coupe l’entrée principale, à l'extrémité inférieure, et le pavillon, à l'extrémité supérieure. Un haut mur forme l’enceinte du jardin. L’organisation interne du jardin repose sur les marches plates le long de l’axe principal, correspondant à la typologie des jardins takht (« marches »).

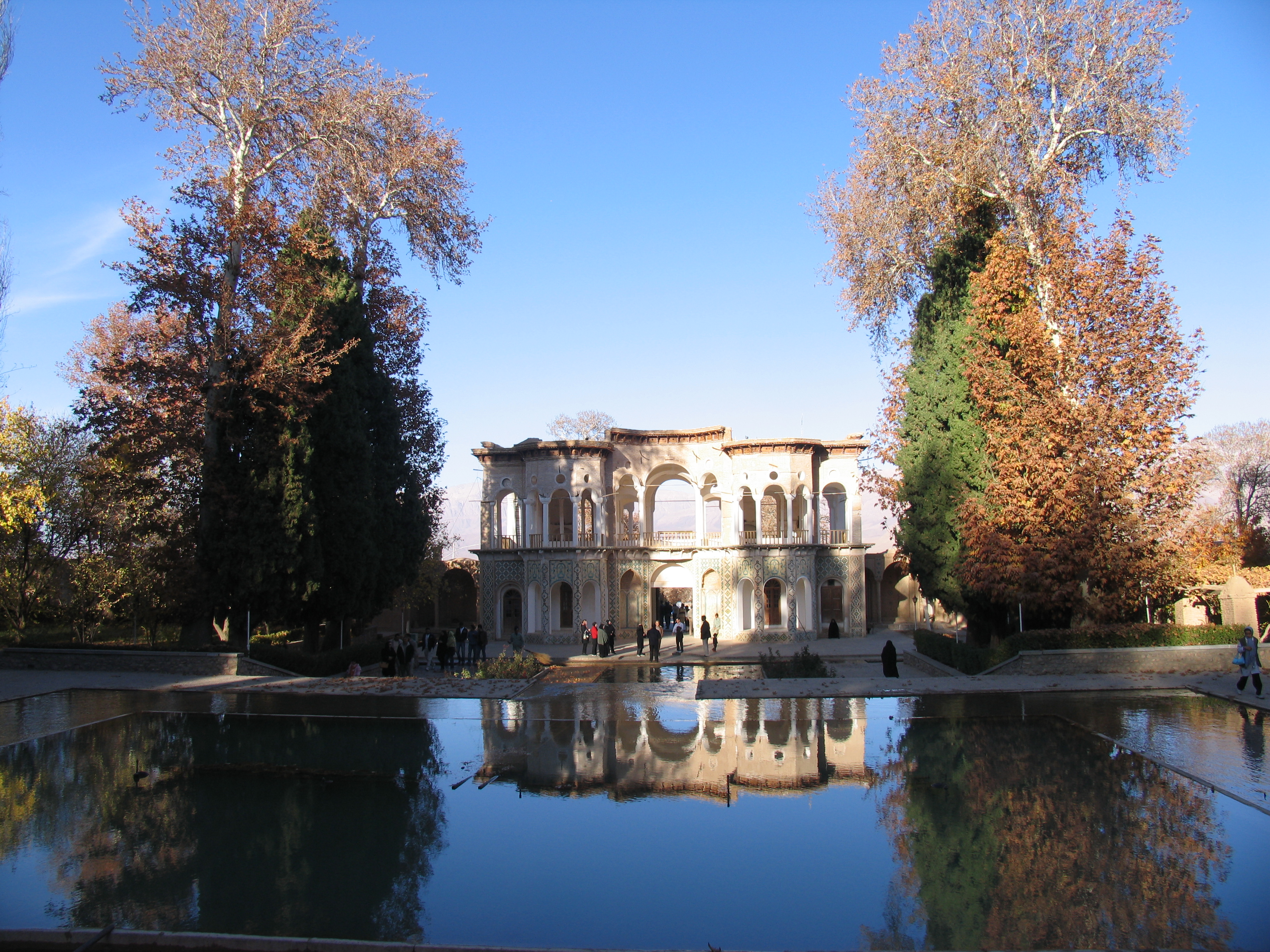
Vue du pavillon central.
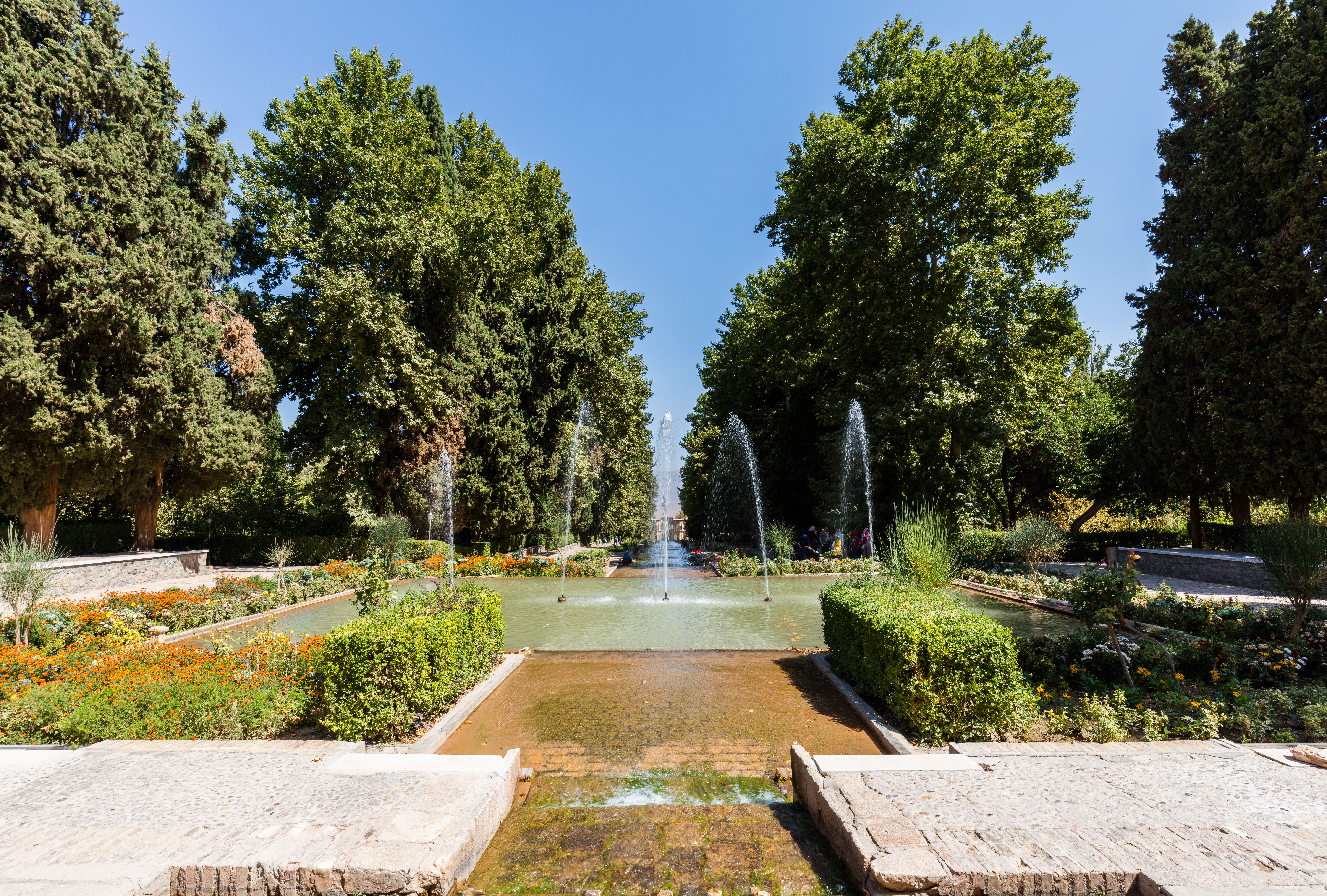
Canal d'eau.
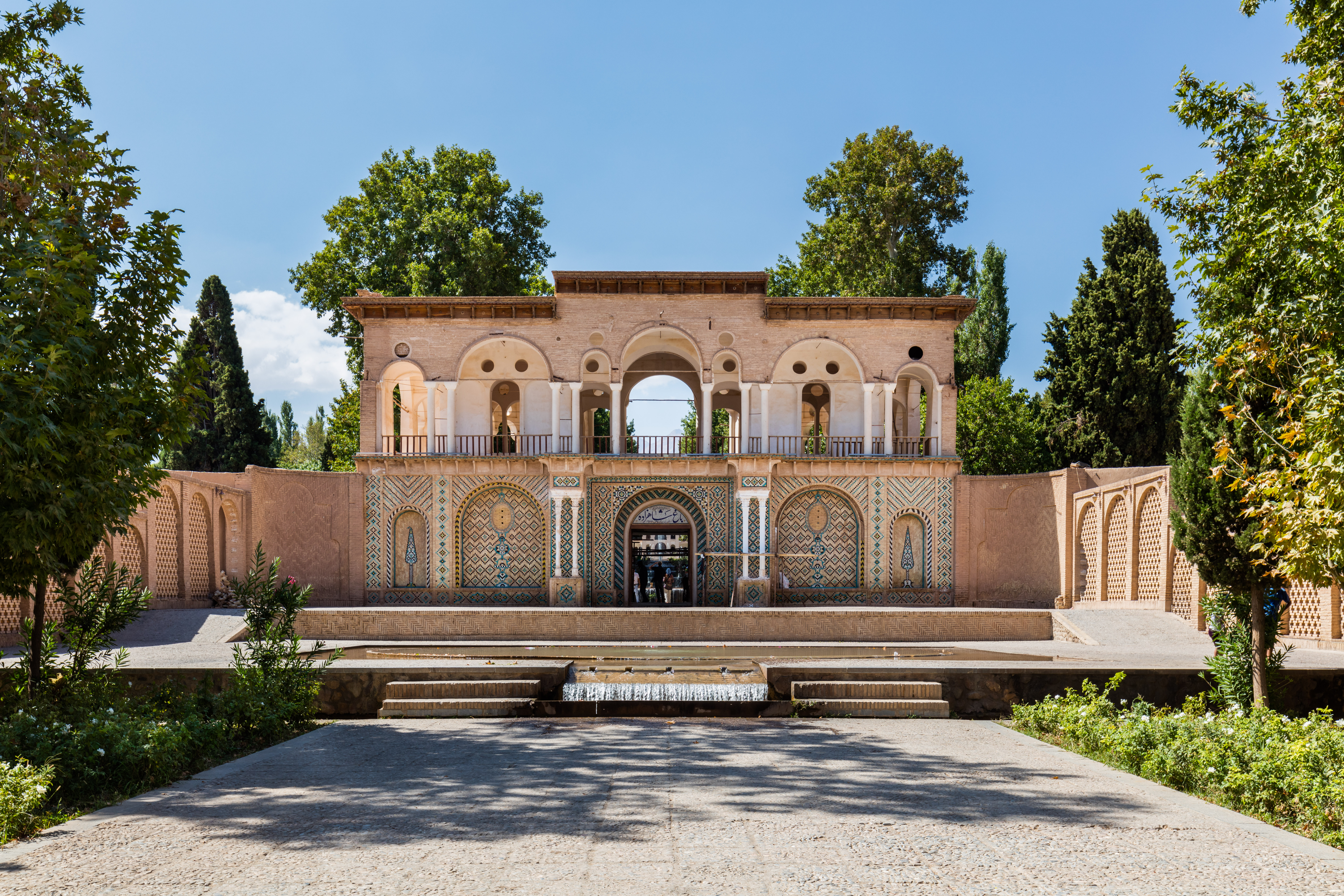
Construction dans le jardin. Septembre 2016.

La végétation est organisée selon un dessin complexe où la disposition des arbres et des arbustes forme des schémas d’ombrage et de couleurs saisonnières précis. On trouve plusieurs essences d'arbres utilisés pour leurs qualités. Les pins et les cèdres, dont le feuillage est permanent, permettent de couper le vent d'est qui souffle depuis le désert. Les ormes, les frênes, les platanes et les peupliers apportent de l'ombre. Les pyracanthas, les genévriers communs et le cotonéasters, une essence locale qui fait de petites fleurs blanches en hiver, sont utilisés comme essences décoratives. Un certain nombre d'arbres fruitiers sont également plantés, particulièrement dans les différents secteurs ou karts : vignes, pommiers, poiriers, abricotiers, grenadiers, cognassiers, pêchers, pruniers.
L’eau entre dans le jardin par sa section haute via le Tigran Qanat, qui recueille les eaux des montagnes avoisinantes et les distribue pour irriguer les fleurs et les parterres de pelouses. L’axe central et la pente sont soulignés par les ruisseaux et une succession de petites cascades le long de la pente. 
L’édifice principal, Sardar Khaneh, est situé dans la plus haute partie du jardin. Il se compose d’un pavillon central flanqué de deux ailes allongées. L’édifice résidentiel, Bala Khaneh, est plus petit, avec une structure centrale et deux ailes. La maison Zaeem Bashi, dans la section sud du jardin, était probablement destinée à accueillir les animaux domestiques.

## Protection
Le jardin de Shahzadeh est inscrit en 1975 sur la liste des monuments nationaux d’Iran sous la référence no 1012. Il appartient à l'État iranien, qui en confie la gestion à la base provinciale de l’ICHHTO.
En 2011, il est inscrit sur la liste du patrimoine mondial de l'humanité. Par rapport aux autres jardins iraniens protégés au titre des jardins persans, l'aire protégée du jardin de Shahzadeh, de seulement 5,5 hectares, est l'une des plus petites, mais la zone tampon, d'une aire de 6 187 hectares, est au contraire l'une des plus vastes. Celle-ci inclut en particulier le cours du Tigran Qanat, la rivière qui prend sa source dans la montagne au sud du jardin et l'alimente en eau.